# کایدخورده

کائدخورده یا کاحیرده(کوحیرده)،یکی از ایل‌های لر تبار ساکن استان خوزستان و استان ایلام است.
در برخی منابع  نژاد ایل شوهان  را از طایفه چهارلنگ بختیاری دانسته که با ایل کاید خورده برادر هستند 
نام این ایل به زبان لری به معنای بزرگ و کوچک است کاید به معنای بزرگ و هیرده به معنای کوچک است . 

## تاریخ
پس از جنگ قلعه سی که در آن ایل دیناروند با والی لرستان در حدود ۲۰۰ سال پیش داشت ایل دیناروند شکست خورد و کاید همت‌خان بزرگ رئیس این ایل کشته شد. طایفه کایدخورده به‌دلیل افزایش جمعیت و ضعف ایلی دیناروند از دیناروند جدا و به بزرگترین طایفه لر منطقه تبدیل شد. با تسلط کایدخورده بر منطقه و اتحاد تیره‌های مختلف این ایل جنگ‌های محلی برای تصرف اراضی منطقه شروع شد؛ در اولین جنگ که بین کایدخورده و طایفه‌های عرب بود عرب‌های منطقه شکست سختی خوردند و به شوش کوچ کردند. در دومین جنگ صورت گرفته با طایفه‌های کُرد که چند سال طول کشید کردها شکست خوردند و مجبور به ترک منطقهٔ مورموری شدند. اما اصلی‌ترین جنگ طایفه کایدخورده با ایل بیرانوند بود که در نهایت به صلح و بستن یک قرارداد ختم شد، بر اساس این قرارداد به ایل بیرانوند اجازه داده شد از اراضی منطقه برای چرای دام استفاده کنند اما حق کشاورزی و زراعت در زمین‌های منطقه را نداشتند.

## سکونتگاه
هم‌اکنون این طایفه در شهرهای دهلران، شوش، اندیمشک و موسیان و آبدانان و مورموری ساکن هستند و در حدود ۳۰٬۰۰۰ نفر جمعیت دارند. گویش آنها لری بالاگریوه‌ای است.